# Asketjärnet
Asketjärnet är en sjö i Eda kommun i Värmland och ingår i Göta älvs huvudavrinningsområde. Sjön är 13 meter djup, har en yta på 0,409 kvadratkilometer och är belägen 167,6 meter över havet. Sjön avvattnas av vattendraget Mörtebäcken.

## Delavrinningsområde
Asketjärnet ingår i det delavrinningsområde (663741-128934) som SMHI kallar för Mynnar i Björkelången. Medelhöjden är 223 meter över havet och ytan är 20,25 kvadratkilometer. Det finns inga avrinningsområden uppströms utan avrinningsområdet är högsta punkten. Mörtebäcken som avvattnar avrinningsområdet har biflödesordning 3, vilket innebär att vattnet flödar genom totalt 3 vattendrag innan det når havet efter 336 kilometer. Avrinningsområdet består mestadels av skog (90 procent). Avrinningsområdet har 0,65 kvadratkilometer vattenytor vilket ger det en sjöprocent på 3,2 procent.

## Historia
Förr fanns det många små stugor runt tjärnet. Nu finns bara några kvar, men man kan fortfarande se ängsblommor och jordkällare där de numera försvunna stugorna fanns. Läs mer om livet förr här: https://livetvidasketjarnet.com/